# Bengie
Benjamín Luis Zamot (Arecibo, Puerto Rico; 11 de abril de 1986), conocido artísticamente como Bengie, es un rapero, cantante, compositor y productor puertorriqueño.
Debutó en 2000 en el género urbano, y en 2003 decidió hacer música cristiana, siendo conocido como uno de los pioneros del movimiento y su lema «representando al Mejor de los mejores, J. C.» (letras leídas en inglés), refiriéndose a las iniciales del nombre de Jesucristo.
En su trayectoria, posee más de 15 álbumes de estudio, y múltiples participaciones en proyectos de varios artistas como Los Inmortales, Los Violentos, El equipo invencible, Linaje escogido, Solo Reggaeton, entre otros.
Estuvo nominado en varias categorías de los premios AMCL de 2012 y 2014.

## Carrera musical

### Inicios
Benjamín nació en el pueblo de Arecibo, pero creció junto a su familia en la ciudad de Boston, Estados Unidos. Cuando tenía 11 años de edad, regresó a Puerto Rico comenzando su interés por la música y a la vez participando en varias actividades de muestra de talentos. Cuando comienza a escribir e interpretar sus propias canciones, le reconocieron como “Bengi”. Comenzó a compartir tarima con otros cantantes del género rap y reggae, y a la edad de 19 años, grabó la canción «Ya es hora de bailar» en la producción llamada Dynastía Parte I (producida por Eliel) y «Las Mujeres Que Salen» en otra producción llamada Rebeldía de DJ Barbosa. Asimismo, tuvo participación en otra producción como compositor en Guatauba xXx, Los Matadores del Género, entre otros.

### Un rapero diferente (2003-2015)
A los 21 años de edad, toma la decisión convertirse al cristianismo. Graba su primera producción como artista cristiano llamada Cristo es la solución a los 22 años. En 2004 lanza su segunda producción titulada Un rapero diferente con el sencillo «Llueve la sangre». Su tercer álbum no tardaría mucho, saldría en 2005 bajo el nombre de One ID, contando con las colaboraciones de Manny Montes, Goyo, Luis Joel, entre otros. Este álbum contiene una de las canciones más populares de Bengie, siendo el sencillo «Tu niña», canción social que denuncia el abuso sexual infantil.
En 2006, presenta otro álbum, Profetizando Sobre Huesos Secos, donde presenta a su productor Andrés "Alumbrando el género", y el sencillo «El amor de un padre» recibiría gran aceptación. Además de cantar, comenzó producir diferentes álbumes desde su sello Bengie Studios. En ese tiempo, comenzó a ser invitado a producciones colaborativas de Manny Montes (Los Inmortales, Afueguember Live y Los Violentos), Redimi2 (El equipo invencible), DJ Blaster (Los Bravos), Bobby Cruz (Dos Generaciones, Dos Géneros), Joel Upperground (Mis frutos), Rey Pirín (Faith Family) y la producción cristiana producida y distribuida por Don Omar y su sello All Star Records titulada Linaje escogido.
Desde 2008, Bengie trabaja mucho con voces melódicas, desarrollándose como un artista de R&B con su voz distintiva. Este cambio se notaría en Cueste lo que cueste junto a Micky Medina y Encontré el amor, su primer álbum con enfoque romántico, y donde colaboró junto a John Eric en la canción «Ellas se lucen». Continuarían Bienaventurado y Real, donde participa también Micky Medina, y se suman Kenix B, Manny Montes y TNT El Cesar. En 2012, su álbum De otra forma sería un giro a la carrera de Bengie, ya que sería en su mayoría en el género de la bachata, con canciones inéditas y otras conocidas con nuevos arreglos musicales. Por este álbum, Zamot sería nominado en varias categorías de los Premios AMCL 2012. Este mismo año llegaría Representando al mejor de los mejores. Participó en la canción tributo a Sandy NLB. En 2014, lanzó Bengie En Victoria, álbum que sería nominado como "Álbum urbano del año" en los Premios AMCL de 2014.

### Reguetón y Trap Cristiano (2016-actualidad)
Otro cambio de estilo se vería en el 2016, donde en su producción Sal utilizó mucho el estilo del trap, invitando a nuevos talentos que en el ámbito cristiano estaban haciendo música con este ritmo como Micky Medina, CSHALOM, Jung y Danny Ray. Participó en el álbum de Manny Montes y Zoprano titulado Amor real, para la remezcla del tema homónimo. Los siguientes álbumes de Bengie serían explícitamente descritos en sus títulos: Reggaeton Cristiano en 2018 y Trap Cristiano en 2019, colaborando con artistas relevantes de cada esfera musical, entre ellos, Melvin Ayala, Papo V, Gran Manuel, Micky Medina y Cshalom. Su último proyecto se tituló Cargo gloria, lanzado en 2020, y se ha mantenido colaborando con otros colegas como Don Beza, y en el álbum de Manny Montes Solo Reggaeton como uno de los pioneros junto a Rey Pirin, Triple Seven, Dr. P y Vito.

## Discografía

### Álbumes de estudio
- 2003: Cristo Es La Solución
- 2004: Un Rapero Diferente
- 2005: One ID
- 2006: Profetizando Sobre Huesos Secos
- 2008: Cueste lo que cueste (con Micky Medina)
- 2008: Encontré El Amor
- 2009: Bienaventurado
- 2011: Real
- 2012: De Otra Forma
- 2012: Representando al mejor de los mejores
- 2014: Bengie En Victoria
- 2016: Sal
- 2018: Reggaeton Cristiano
- 2019: Trap Cristiano
- 2020: Cargo Gloria
- 2023: Fuerte Soy
- 2025: Persistencia